# Septime de Jesi
 Septime de Jesi (Trêves, 250 - Jesi, 5 septembre 307) est le 1er évêque de Jesi. Il est martyrisé en 307 et reconnu saint par les Églises catholique et orthodoxe.

## Biographie
Selon l'hagiographie, Septime naît vers Trêves en 250 dans une famille païenne de la noblesse. À l'âge de quinze ans, il s'enrôle dans la légion romaine stationnée en Allemagne et dans cet environnement militaire, il fait la connaissance d'Emidius qui le convertit au christianisme. Un jour, alors que Septime parle de la religion chrétienne à des païens, le temple de Jupiter s'effondre et l'idole est réduite en poussière. Afin de mieux se consacrer à la nouvelle religion, ils abandonnent la carrière militaire et se rendent en Italie, d'abord à Milan puis à Rome où il vénèrent les reliques des saints Pierre et Paul. Ils recommencent leurs prédications, font des miracles dont la guérison d'une fille atteinte d'un flux de sang et rendent la vue à un aveugle ce qui produit de nombreuses conversions. À tel point que le pape Marcel Ier consacrent évêques Septime et Emidius, en les envoyant dans les Marches, le premier à Jesi et le second à Ascoli Piceno.
À Jesi, Septime fait également de nombreuses conversions. Dénoncé par les païens, il se retrouve en présence du proconsul Florent qui le somme de ne pas continuer son activité qui est contraire à l'édit impérial. Le saint continuant sa prédication, il est de nouveau convoqué par le proconsul qui lui ordonne de sacrifier aux dieux dans les cinq jours, sous peine de mort. Septime quitte la ville afin de poursuivre son œuvre et fait jaillir une source pour pouvoir baptiser des convertis. À la fin du cinquième jour, il se présente chez le proconsul Florent qui lui donne le choix entre l'apostasie et la mort ; Septime refusant de trahir sa foi, le gouverneur le fait décapiter à la hache au même endroit où le saint avait accompli le miracle de la source.

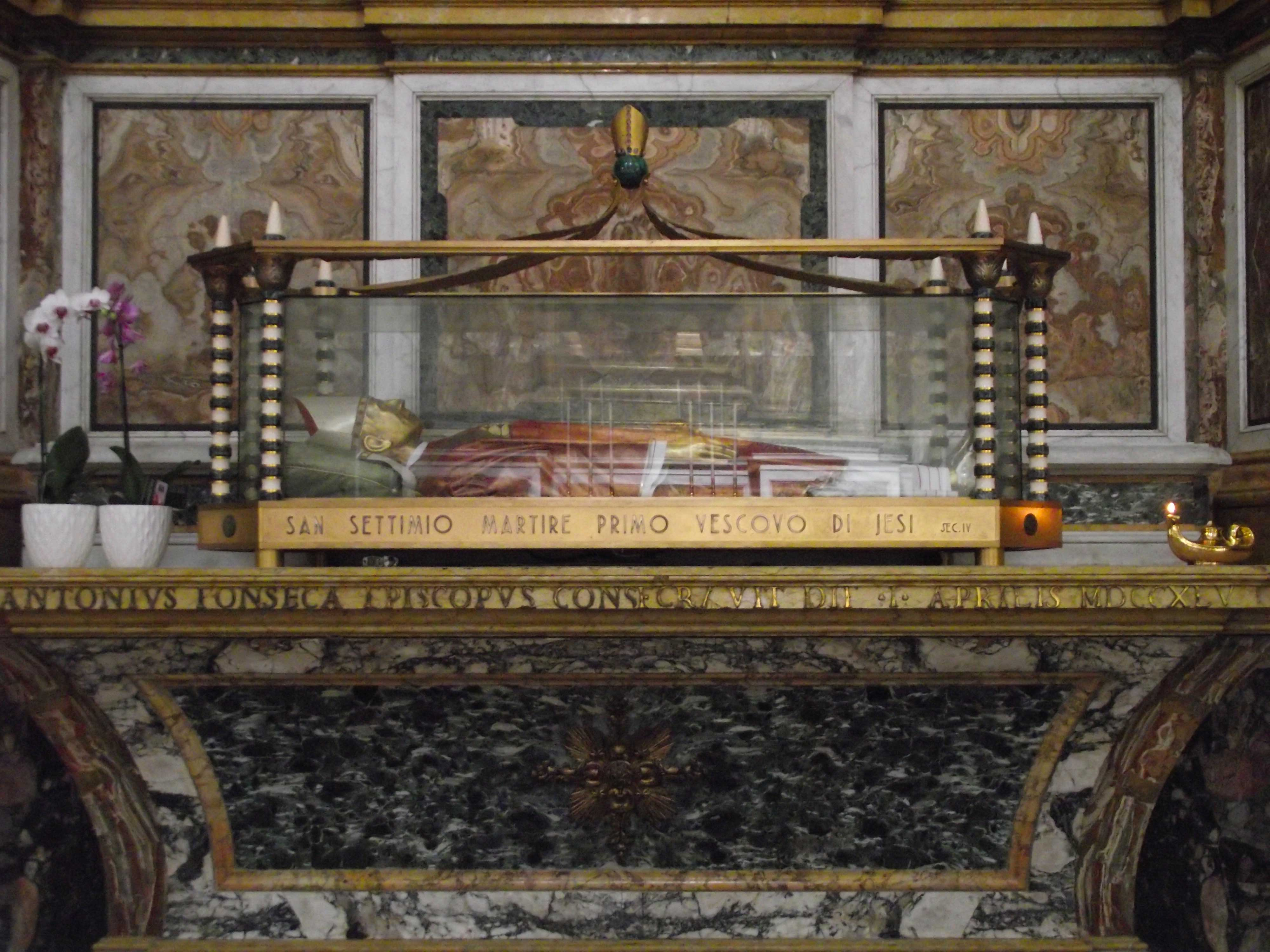
reliques de Septime dans la cathédrale de Jesi

## Culte
Les ossements du martyr sont récupérés par les premiers chrétiens pour les sauver de la profanation des païens, et sont si bien cachés que pendant de longs siècles, personne ne sait où ils sont entreposés. Ils ne seront retrouvés qu'en 1469 puis transférés dans la cathédrale qui lui était déjà dédiée au moins depuis 1208. Les actes de la vie de Septime de Jesi sont publiés pour la première fois dans un office imprimé en 1624 et intégralement reproduit dans l'Acta Sanctorum en 1757. Les bollandistes soulignent toutefois que ces actes n’ont aucune valeur historique, et sont  similia sunt vitiosis Actis S. Emigdii episcopi martyris Asculani, c’est-à-dire que la biographie de saint Septimius est reprise de la vie de saint Emidius d'Ascoli, elle aussi considérée comme peu fiable. Dans son ouvrage sur les diocèses d'Italie, Lanzoni (it) commente que l'ignorance totale sur Septime conduit les auteurs de sa biographie à copier les notes de celle d'Emidius d’Ascoli.